# Tulfes
Tulfes ist eine Gemeinde im Bezirk Innsbruck-Land im Bundesland Tirol (Österreich) mit 1732 Einwohnern (Stand 1. Jänner 2024). Die Gemeinde liegt im Gerichtsbezirk Hall in Tirol.

## Geografie
Tulfes liegt auf einer Mittelgebirgsterrasse 6 km von Hall und 12 km von Innsbruck entfernt, am Fuß des 2677 m hohen Glungezer. Das Gemeindegebiet erstreckt sich vom Inntalboden über das Mittelgebirge bis zum hinteren Voldertal, umfasst aber nur die linke Seite des Tals, die rechte gehört zu Volders.

### Gemeindegliederung
Die Gemeinde besteht aus der Katastralgemeinde Tulfes und umfasst folgende zwei Ortschaften (in Klammern Einwohnerzahl Stand 1. Jänner 2024):
- Tulfes (1222)
- Volderwald (510)

| Katastralgemeinden | Ortschaften in der Gemeinde |
| ------------------ | --- |
| Tulfes (27,71 km²) | Tulfes (D) Bramor (R) Dörfl (R) Halsmarter (R) Heißangerer (R) Oberlavieren (R) Tulfein (ZH) Tulferberg (ZH) Voldertal (ZH) Volderwald (ZH) Gasteig (R) Moser (W) |
| Legende            | |

| In der Spalte Katastralgemeinden sind sämtliche Katastralgemeinden einer Gemeinde angeführt. In der Klammer ist die jeweilige Fläche in km² angegeben. |
| In der Spalte Ortschaften sind sämtliche von der Statistik Austria erfassten Siedlungen, die auch eine eigene Ortschaftskennziffer aufweisen, angeführt. In der Hierarchieebene derselben Spalte, rechts eingerückt, werden nur Ansiedlungen, die mindestens aus mehreren Häusern bestehen, dargestellt. Die wichtigsten der verwendeten Abkürzungen sind: - M = Hauptort der Gemeinde - Stt = Stadtteil - R = Rotte - W = Weiler - D = Dorf - ZH = Zerstreute Häuser - Sdlg = Siedlung - Hgr = Häusergruppe - E = Einzelgehöft (nur wenn sie eine eigene Ortschaftskennziffer haben) Die komplette Liste der Statistik Austria ist in: Topographische Siedlungskennzeichnung nach STAT Zu beachten ist, dass manche Orte unterschiedliche Schreibweisen haben können. So können sich Katastralgemeinden anders schreiben als gleichnamige Ortschaften bzw. Gemeinden. Quelle: Statistik Austria – |

### Nachbargemeinden
| Ampass            | Hall in Tirol                               | Mils    |
| Rinn Ellbögen     | Kompassrose, die auf Nachbargemeinden zeigt | Volders |
| Matrei am Brenner | Navis                                       |         |

## Geschichte
Funde aus dem ersten Jahrtausend v. Chr. zeigen erste Besiedlungsspuren, wie eine Gefäßscherbe und eine illyrische Lappenaxt. Ebenfalls noch aus der vorchristlichen Zeit stammen die Überreste einer Wallburg aus der Latènezeit.
Der Kolbenturm ist das älteste bis heute erhaltene Bauwerk in Tulfes. Er wurde um das Jahr 1200 vom Geschlecht der Kolb erbaut.
Der Name Tulfes stammt vom lateinischen tellevo, was so viel wie nutzbare Erde bedeutet. 1240 wurde eine Auseinandersetzung um ein Gut in „Volrar Gasteige“ urkundlich festgehalten, das ist Volderwald der heutigen Gemeinde. Der Name „Tulfes“ wurde erstmals 1266 genannt, als ein Rüdiger auf die Vogtei in Tulfes verzichtetr. Darauf folgten mehrere Nennungen in den Jahren 1270, 1288 und 1294 mit den Schreibweisen „Tulfes“, „Tulves“ oder „Tulferberg“. Daraus geht hervor, dass Tulfes dem Landesfürsten von Tirol gehörte, aber dass auch bayrische Klöster in Tulfes Grund besaßen. Dabei wurden jeweils einzelne Höfe genannt, es lässt sich aber daraus nicht ableiten, wann der Ort entstand.
Als steuerzahlende Gemeinde wurde Tulfes 1312 im Inntaler Steuerbuch aufgeführt, dabei wurden 47 Bauern namentlich genannt.
Zum Bau der Kirche St. Thomas gibt es keine Unterlagen, die Kirche wurde erstmals 1332 im „Stiftsarchiv Wilten“ erwähnt. Sie gehörte zur Pfarre Ampass und hatte bis 1721 keinen ortsansässigen Priester. Eine eigene Pfarre wurde Tulfes im Jahr 1891.
Im Jahr 1964 zerschellte ein viermotoriges Flugzeug der englischen Fluggesellschaft Cunard Eagle Airways am Glungezer, alle 83 Insassen starben.

### Bevölkerungsentwicklung
EinwohnerJahr3006009001200150018001860189019201950198020102040EinwohnerEinwohnerentwicklung von Tulfes

## Kultur und Sehenswürdigkeiten

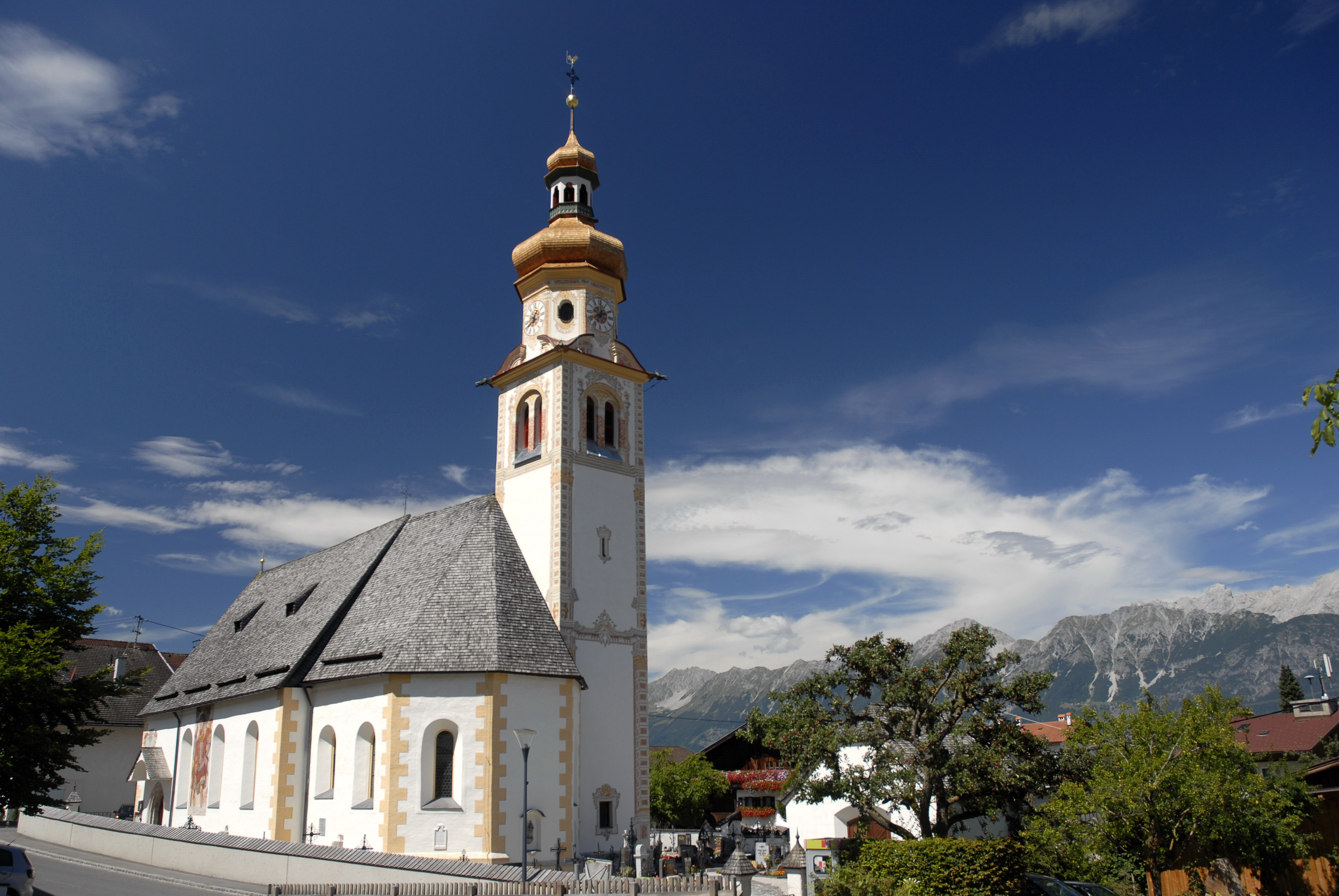
Pfarrkirche Tulfes

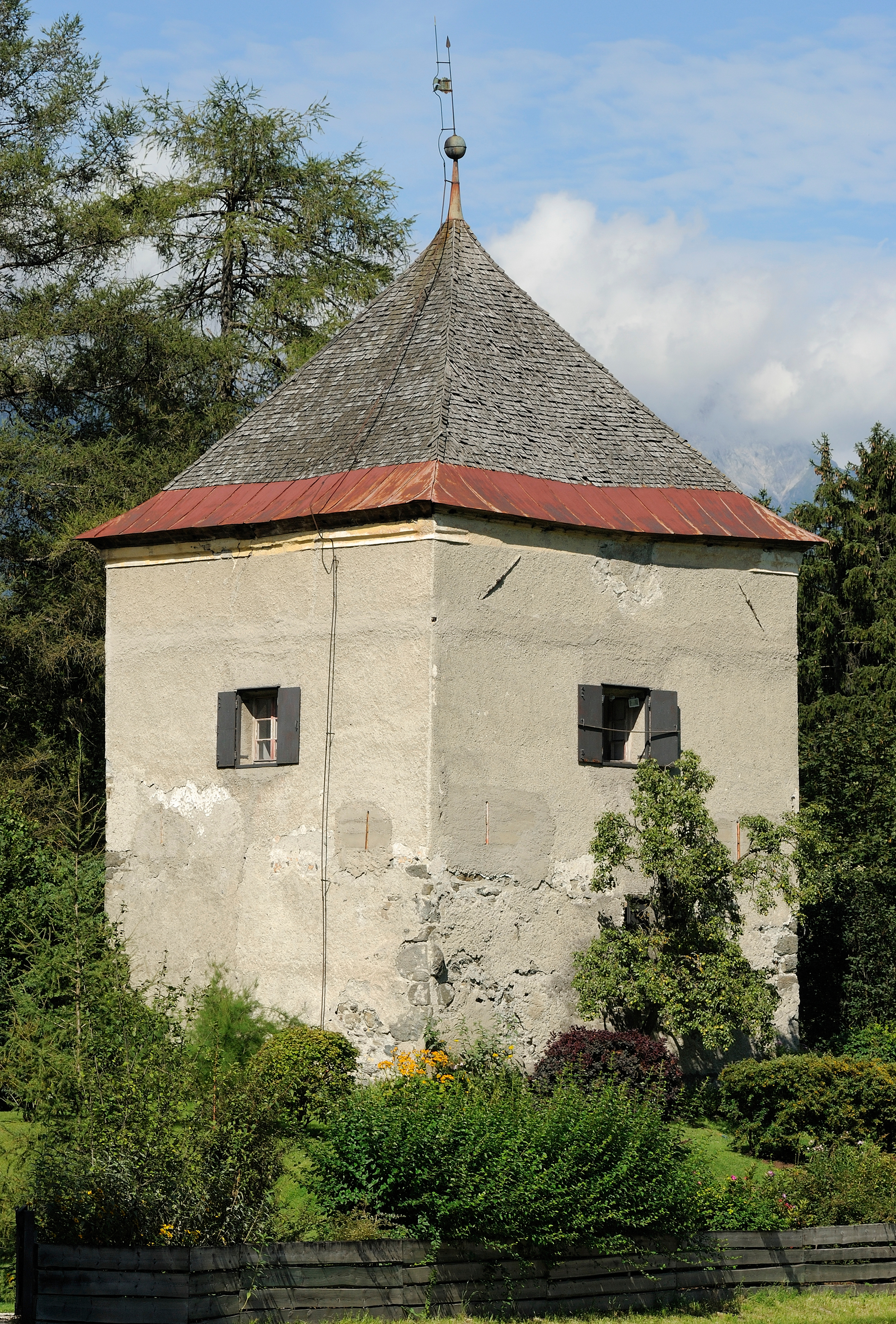
Ansitz Kolbenturm

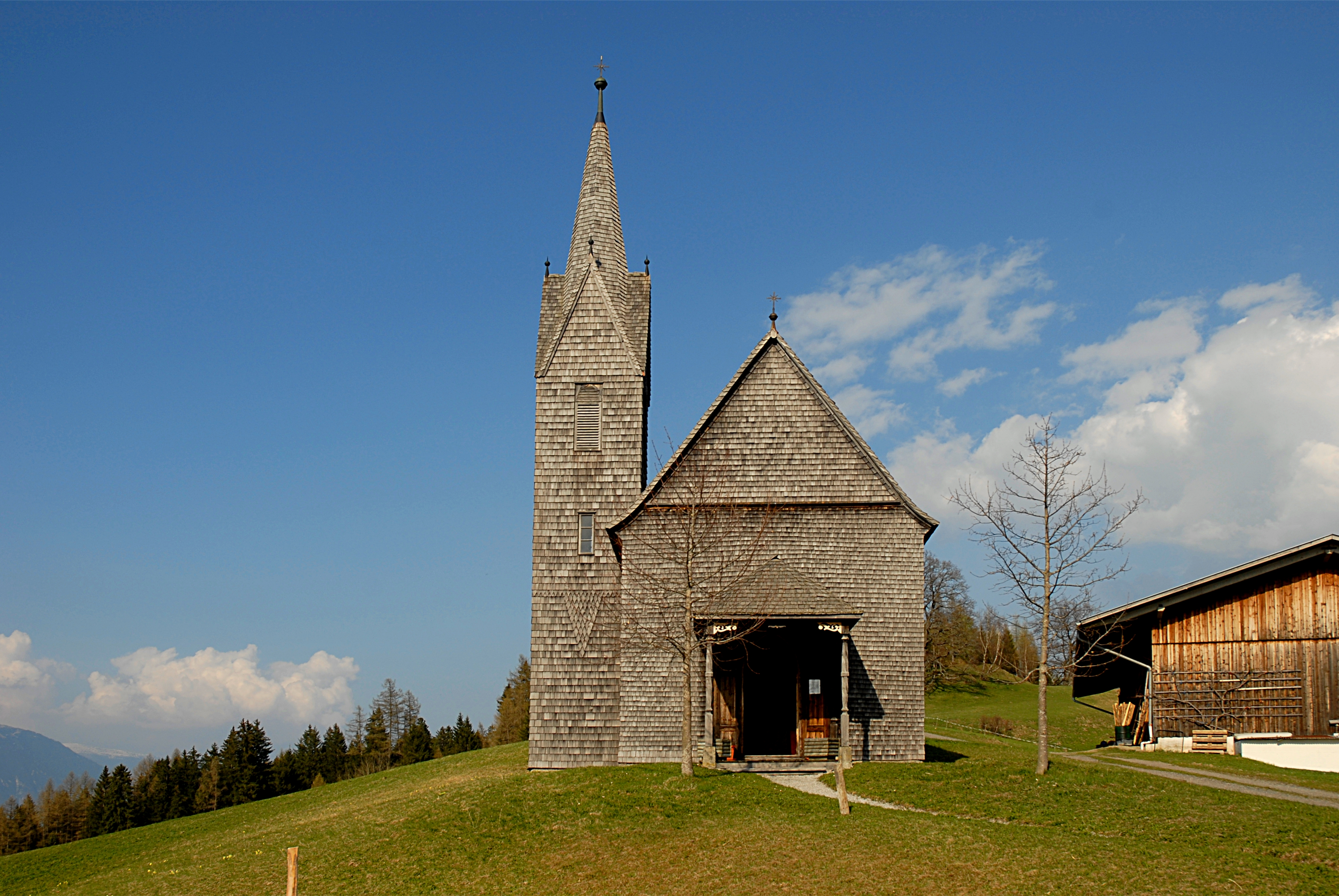
Hofkapelle Windegg

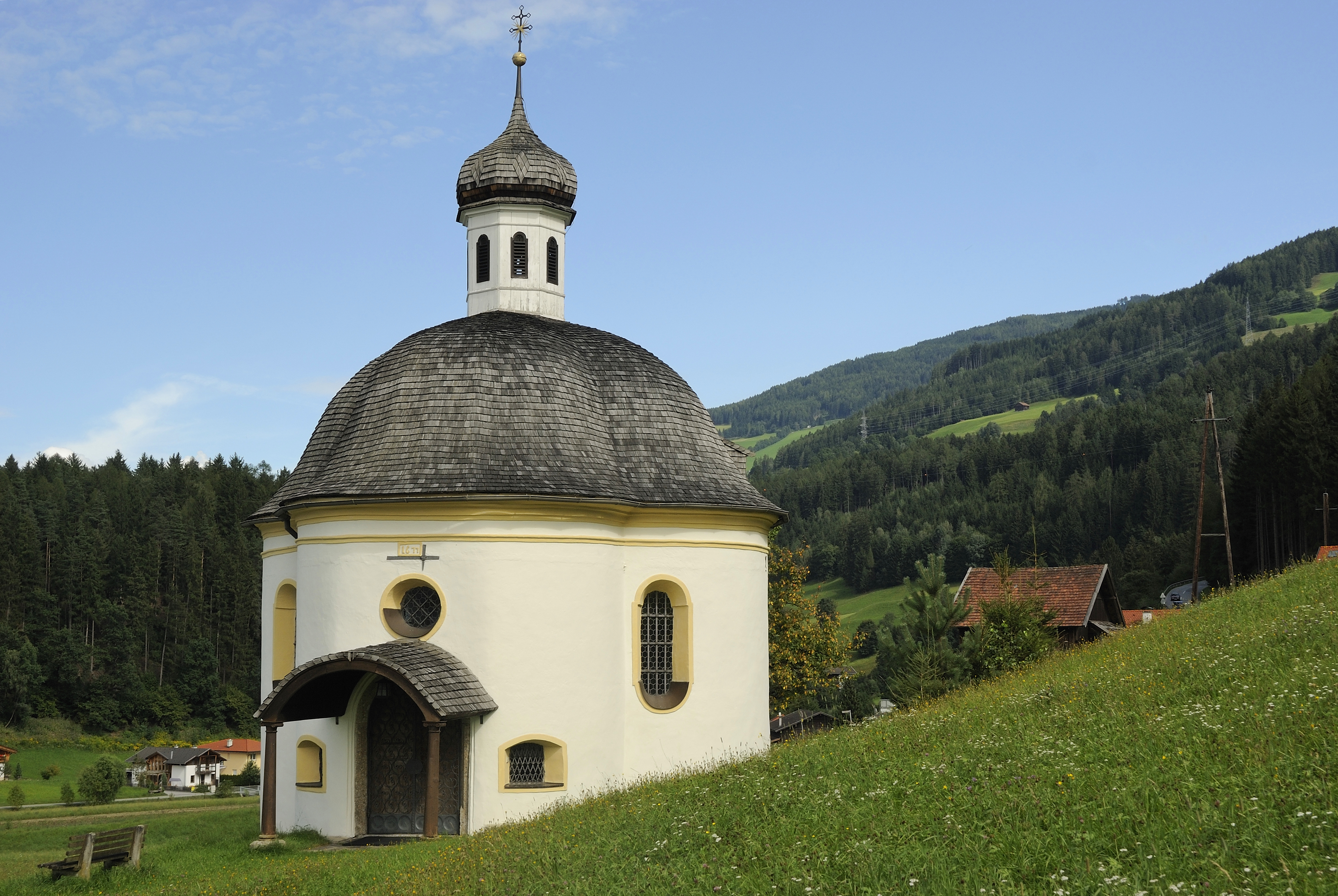
Kapelle Volderwald

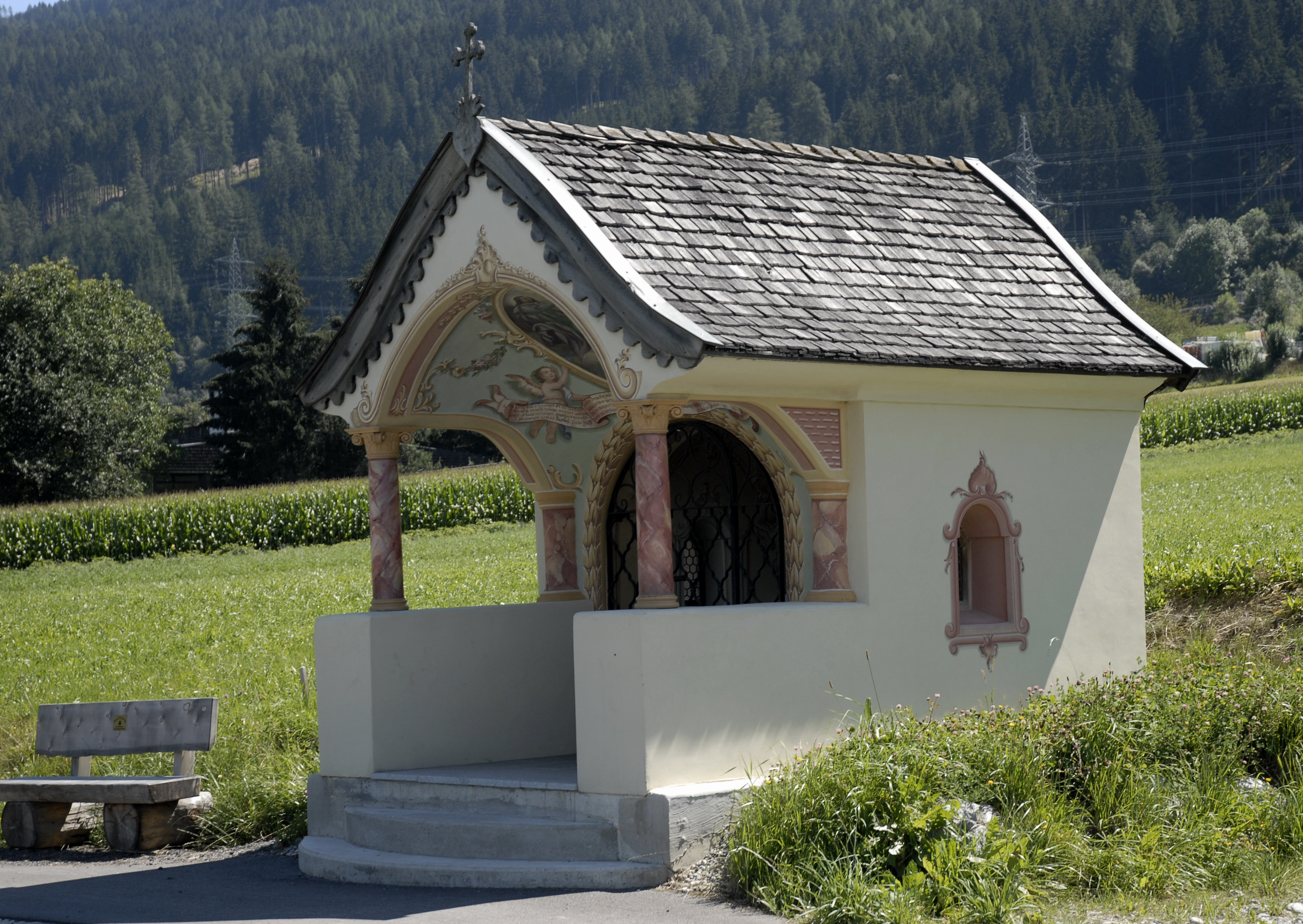
Huisen-Kapelle

- Katholische Pfarrkirche Tulfes hl. Thomas
- Ansitz Kolbenturm
- Kapelle Volderwald
- Hofkapelle Windegg
- Huisen-Kapelle
- Stiftsalm-Kapelle

## Wirtschaft und Infrastruktur
Heute spielt neben der Landwirtschaft der Tourismus eine Rolle, mit dem Ausflugs- und Schiberg Glungezer. Im Südosten des Ortsrandes befindet sich die Talstation der Glungezerbahn. Daneben ist Tulfes ein beliebtes Wohngebiet in der Nähe des städtischen Ballungsraums Innsbruck-Hall.

### Arbeitsplätze und Pendler
- Arbeitsplätze: Die Gemeinde bietet beinahe 300 Arbeitsplätze. Davon entfallen zehn Prozent auf die Landwirtschaft, dreißig auf den Produktionssektor und sechzig Prozent auf Dienstleistungen. Im Produktionssektor arbeitet der Großteil der Erwerbstätigen in der Bauwirtschaft. Die größten Arbeitgeber im Dienstleistungssektor sind die Bereiche Verkehr und soziale und öffentliche Dienste (Stand 2011).[3]
- Berufspendler: Im Jahr 2011 lebten 752 Erwerbstätige in Tulfes. Zwanzig Prozent arbeiteten in der Gemeinde, achtzig Prozent pendelten aus.[4]

### Fremdenverkehr
Die Anzahl der jährlichen Nächtigungen stieg von 41.000 im Jahr 2010 auf 49.000 im Jahr 2019. Tulfes ist eine Gemeinde mit zwei Saisonen. Die stärksten Monate Februar und Juli haben jeweils rund 8.000 Übernachtungen.

## Politik

### Gemeinderat
Bei den Gemeinderatswahlen 2016 wurden 13 Mandatare gewählt:
| Wählergruppe                       | 2022    | 2022    | 2022    | 2016    | 2016    | 2016    | 2016      |
| Wählergruppe                       | Prozent | Stimmen | Mandate | Prozent | Stimmen | Mandate | Koppelung |
| ---------------------------------- | ------- | ------- | ------- | ------- | ------- | ------- | --------- |
| Gemeinsam für Tulfes (GFT)         | 48,86   | 495     | 7       | 44,36 % | 425     | 6       |           |
| AKTIVES TULFES Hannes Angerer (AT) | 24,09   | 244     | 3       |         |         |         |           |
| JUNGES TULFES (JUTU)               | 13,82   | 140     | 2       |         |         |         |           |
| Team Tulfes (TEAMT)                | 13,23   | 134     | 1       | 24,84 % | 238     | 3       | A         |
| LISTE TULFES                       |         |         |         | 21,71 % | 208     | 3       | A         |
| FPÖ und Unabhängige Liste Tulfes   |         |         |         | 9,08 %  | 87      | 1       |           |

### Bürgermeister
Chronik der Bürgermeister:
- 1888–1894: Markus Rofner
- 1894–1896: Michael Angerer
- 1896–1902: Josef Spieltenner
- 1902–1905: Johann Alt
- 1905–1908: Georg Klingenschmied
- 1908–1918: Johann Kößler
- 1918–1922: Alois Angerer
- 1922–1925: Georg Angerer
- 1925–1932: Josef Arnold
- 1932–1938: Franz Angerer
- 1938–1938: Jakob Geisler
- 1938–1945: Rudolf Scheiber
- 1945–1950: Franz Angerer
- 1950–1956: Rudolf Scheiber
- 1956–1962: Jakob Geisler
- 1962–1974: Josef Feichtner
- 1974–1986: Helmut Wegmair
- 1986–2016: Josef Gatt
- seit 2016 Martin Wegscheider[8][7]

### Wappen
Seit 1976 führt Tulfes ein Gemeindewappen: In Rot ein silberner Sturzsparren, darauf eine schwarze, von der unteren Sparrenspitze bis zum oberen Schildrand reichende Speerspitze.
Winkelmaßund Speer sind die Zeichen des Kirchenpatrons des heiligen Apostel Thomas.